# Wheat Ridge
Wheat Ridge är en stad (city) i Jefferson County, i delstaten Colorado, USA. Enligt United States Census Bureau har staden en folkmängd på 30 465 invånare (2011) och en landarea på 24,1 km².